# جائزة ألمانيا الكبرى 2010
جائزة ألمانيا الكبرى 2010 (بالإنجليزية: 2010 German Grand Prix)‏ هو سباق فورمولا 1 أقيم بتاريخ 25 يوليو 2010 في حلبة هوكنهايم، ألمانيا. كان الحادي عشر من أصل 19 في بطولة العالم لسباقات الفورمولا واحد موسم 2010. حلّ الإسباني فرناندو ألونسو أولا بينما جاء البرازيلي فيليبي ماسا في المركز الثاني وحصل على المركز الثالث الألماني سباستيان فيتل.